# Reason
Reason är ett program för musikproduktion (en DAW), utvecklat av det svenska företaget Reason Studios (tidigare Propellerhead Software). Programmet emulerar ett rack av hårdvarusynthar, sampler, sequencer, effekter och mixrar. Reason 1.0 gavs ut i november 2000. Den senaste versionen är Reason 11 (september 2019). 
Reason kan även användas som VST- och AU-plugin i andra program som har stöd för detta.

## Uppbyggnad
Applikationen Reason består huvudsakligen av tre delar som kan visas som sektioner eller separata fönster: ett rack, en mixer och en sequencer.

### Rack
Racket består av en eller flera kolumner med obegränsad plats för enheter. En enhet kan vara en ljudkälla (ett instrument), en effekt eller en hjälpenhet. Enheter kopplas ihop med kablar som dras på "baksidan" för att inte vara i vägen för knappar och reglage.
Varje instrument kopplas till en mixerkanal som skickar ljudet vidare till mixern. En särskild sorts "ljudspårskanal" används för ljudupptagningar som inte spelas via MIDI, såsom sång.
Runt 17 ljudkällor och 30 ljudeffekter följer med programmet. Fler enheter går att köpa och ladda ner som plugins, bland annat från Reason Studios egen webbshop. Reason använde tidigare uteslutande sitt eget pluginformat, så kallade Rack Extensions, men i Reason 9.5 lades även stöd för VST till.

### Mixer
Ursprungligen var Reasons mixer en del av racket, men i version 6 flyttades den till en separat sektion. I mixerns regleras främst volym och stereopanorering, men även equalizer och andra effekter går att använda.

### Sequencer
Reasons sequencer är en typisk piano-roll-sequencer för MIDI-signaler. Flera parametrar går att programmera (automatisera), från noter och anslagshastighet, till knapp- och reglageinställningar.
För ljudspår används sequencern för att klippa, kopiera och flytta ljud i tiden. Det finns inbyggt stöd för att ändra längd och tonhöjd, samt en inbyggd halvautomatisk tonhöjdskorrigeringsfunktion liknande Antares Auto-Tune.

## Reason+
Reason+ är en prenumerationstjänst (SaaS) startad 2021. Prenumeranten får full tillgång till den senaste versionen av Reason samt till alla instrument och ljud som ges ut av Reason Studios själv.